# 압뒬메지트 1세
압뒬메지트 1세(오스만 튀르크어: عبد المجيد اول, 튀르키예어: Abdülmecit, 1823년 4월 25일~1861년 6월 25일)는 오스만 제국의 31번째 지배자이자 술탄이다. (재위 1839년 7월 2일~1861년 6월 25일)

## 생애
압뒬메지트 1세는 마흐무트 2세와 베즈미아렘(Bezmialem)의 아들로 태어났다. 그는 오스만 제국 시대 마지막 4명 술탄들의 아버지이자, 오스만 제국 역사상 가장 많은 숫자의 아들들을 두었던 지배자였다.
어린 시절부터 서방 국가 문화로 교육받았던 그는 프랑스어를 능숙하게 사용했다고 전해진다. 또한 서방의 음악에 매우 심취해있었다. 그는 아버지였던 마흐무트 2세와 마찬가지로 서방 세계의 문화로 개혁을 꾀했던 군주였다.
압뒬메지트 1세는 아버지인 마흐무트 2세와 같은 결핵으로 심하게 고생했으며, 터키 이스탄불에 위치한 으흘라물 별장에서 1861년 6월 25일 죽었다. 그의 나이 39살의 일이었다. 그는 파티흐 술탄 셀림지역의 사원에 묻혔다.

## 후비 및 자녀
황후는 5명이다.
- 셰프케프자 황태후 (Shevkefza Valide Sultana), 무라트 5세의 모후(母后)
- 티리뮈즈간 황태후 (Tirimujgun Valide Sultana), 압둘하미트 2세의 모후
- 페레스튀 황태후 (Perestu Valide Sultana), 압둘하미트 2세의 양모(養母)
- 귀르제말 황태후 (Gurcemal Valide Sultana), 메흐메트 5세의 모후
- 귈리스튀 황태후 (Gulustu Vailde Sultana), 메흐메트 6세의 모후

아들은 18명이다.
- 장남 메흐메트 무라트, 황제 무라트 5세
- 차남 황제 압뒬하미트 2세
- 3남 레사트 메흐메트, 황제 메흐메트 5세
- 4남 아흐메트 (HIH Shahzade Ahmet Sultan)
- 5남 지아웃딘 메흐메트 (HIH Shahzade Ziauddin Mehmet)
- 6남 케말 아흐메트 (HIH Shahzade Kemal Ahmet) 톱카프 궁전 生, 1905년 베식타슈궁 사망 1876년 4월 23일에 파트마 세흐자딜 嬪 (H.S.H. Fatma Sezadil Hanimeffendi, 1859~1943) 과 결혼, 1남 1녀를 두었다
- 7남 아비드 메흐메트 (HIH Shahzade Abid Mehmet)
- 8남 파드 메흐메트 (HIH Shahzade Fuad Mehmet)
- 9남 부르한 메흐메트 (HIH Shahzade Burhan Mehmet)(1849~1876) 1872년 베식타슈궁에서 메쉬나스 嬪 (H.S.H. Mesinas Hanimeffendi, 1851~1909)와 결혼, 1남을 두었다
- 10남 니잠 메흐메트 (HIH Shahzade Nizzam Mehmet)
- 11남 바믹 메흐메트 (HIH Shahzade Vamik Mehmet)
- 12남 누르 (HIH Shahzade Nur)(1851~1885) 평생 결혼하지 않고 세상을 떠났다
- 13남 뤼슈튀 메흐메트 (HIH Shahzade Rusdu Mehmet)
- 14남 바한 (HIH Shahzade Bahan)
- 15남 아부사마드 메흐메트 (HIH Shahzade Abusamad Mehmet)
- 16남 사이프 오스만 (HIH Shahzade Saif Osman)
- 17남 셀림 슐레이만 (HIH Shahzade Selim Suleiman)
- 18남 바히드 메흐메트, 황제 메흐메트 6세

딸은 8명이다.
- 3녀 파트마 대황녀 (HIH Shahzadi Fatma Sultana) 압듈 메시드 1세의 3녀이지만 위로 두 언니가 일찍 죽었기 때문에 사실상 장녀로 대공주의 칭호를 받았다. 메흐메트 5세 황제의 친 누나 1854년 2월 24일 제국총리대신 부육 무스타파레쉬드 파샤의 아들인 알리 갈립공자 (H.E. Damat Ali Galib Beyeffendi, 1829~1858)과 결혼하였으나 자녀없이 사별하였다 1859년 3월 24일 H.E. Damat Mehmed Nuri Pasha 와 재혼하여 슬하에 1남을 두었다
- 7녀 레피야 (HIH Shahzadi Refiya Sultana)
- 9녀 제밀레 (HIH Shahzadi Cemile Sultana)
- 10녀 무니르 (HIH Shahzadi Munire Sultana)
- 14녀 베히제 (HIH Shahzadi Behice Sultana)
- 18녀 세미하 (HIH Shahzadi Semiha Sultana) 1876년 12월 5일 H.H. Damat Sultanzade Asaf Mehmet Ceral Pasha Beyeffendi (법무장관) 와 결혼하였다. 남편인 아사프 왕자는 세니하 황녀의 사촌으로 마흐무트 2세의 4녀 살리하 황녀의 아들이다
- 23녀 메디하 (HIH Shahzadi Mediha Sultana) 압듈 메시드 1세의 23녀, 돌마바흐체 생, 메흐메트 6세 (마지막 황제)의 친 누나 1879년 6월 8일 베식타슈 궁에서 H.E. Damat Necib Pasha Beyeffendi (1855~1885)와 결혼 하였으나 자식없이 사별하였다1886년 4월 30일 H.E. GrandVizir Ferid Pasha Beyeffendi (1854~1923) 과 결혼 하였고 슬하에 1남을 두었다.
- 24녀 나일레 (HIH Shahzadi Naile Sultana) 압듈 메시드 1세의 24녀, 돌마바흐체 생. 압듈 메시드 1세의 (사실상) 막내딸 1876년에 육군대장 제르케스 메흐메트 파샤와 결혼하였으나 나일레 황녀가 자식없이 죽었다. 제르케스 파샤는 이후 나일레 황녀의 조카딸인 에스마 황녀와 재혼하게 된다